# Campeonato Paulista de Futebol de 1963
O Campeonato Paulista de Futebol de 1963 foi a 23.ª edição do campeonato organizado pela FPF. Divisão principal do futebol paulista naquele ano, teve como campeã a equipe do Palmeiras e o São Paulo como vice.
O artilheiro do campeonato foi Pelé, do Santos, com 22 gols.

## Campanha do Campeão[4]
- 14/07/1963 Palmeiras 5 x 0 Jabaquara
- 18/07/1963 Palmeiras 2 x 1 Prudentina
- 21/07/1963 São Bento 2 x 2 Palmeiras
- 24/07/1963 Palmeiras 3 x 1 Ferroviária
- 04/08/1963 Noroeste 1 x 2 Palmeiras
- 07/08/1963 Palmeiras 1 x 1 Santos
- 11/08/1963 Palmeiras 3 x 2 Juventus
- 15/08/1963 Esportiva 0 x 0 Palmeiras
- 21/08/1963 Palmeiras 1 x 0 Botafogo
- 25/08/1963 Comercial (RP) 1 x 1 Palmeiras
- 03/09/1963 Portuguesa 3 x 0 Palmeiras
- 08/09/1963 XV de Piracicaba 2 x 4 Palmeiras
- 15/09/1963 Palmeiras 2 x 0 Corinthians
- 22/09/1963 Guarani 0 x 2 Palmeiras
- 25/09/1963 São Paulo 3 x 1 Palmeiras
- 29/09/1963 Palmeiras 5 x 1 São Bento
- 02/10/1963 Palmeiras 1 x 1 Juventus
- 06/10/1963 Jabaquara 0 x 1 Palmeiras
- 09/10/1963 Palmeiras 0 x 0 Comercial (RP)
- 13/10/1963 Palmeiras 5 x 1 Portuguesa
- 19/10/1963 Ferroviária 3 x 4 Palmeiras
- 30/10/1963 Palmeiras 1 x 0 Guarani
- 03/11/1963 Botafogo 1 x 4 Palmeiras
- 07/11/1963 Palmeiras 2 x 1 Esportiva
- 15/11/1963 XV de Piracicaba 1 x 3 Palmeiras
- 20/11/1963 Palmeiras 1 x 0 Santos
- 24/11/1963 Prudentina 0 x 2 Palmeiras
- 04/12/1963 Palmeiras 5 x 2 Corinthians
- 11/12/1963 Palmeiras 3 x 0 Noroeste
- 17/12/1963 Palmeiras 1 x 0 São Paulo

## Jogo do título
- Jogo: Palmeiras 3 x 0 Noroeste[5]
- Dia: 11 de dezembro de 1963
- Horário:
- Local: Estádio do Pacaembu
- Público:
- Renda:
- Árbrito: Anacleto Pietrobom
- Gol: Servílio (59’ e 88') e Julinho Botelho (61').
- Palmeiras: Picasso; Djalma Santos, Djalma Dias e Vicente; Zequinha e Valdemar Carabina; Julinho Botelho, Servílio, Vavá, Ademir de Guia e Gildo. Técnico: Sílvio Pirilo
- Noroeste: Evaristo; Aracito, Virgílio e Gualberto; Romualdo e Gildésio; Daniel, Araras, Zé Carlos, Lourival e Aílton. Técnico: Balbino Simões.

| Campeão Paulista de 1963 |
| ------------------------ |
| Palmeiras (14º título)   |